# Isaka Cernak
Isaka Cernak (9 de abril de 1989 en Brisbane) es un futbolista australiano poseedor de la nacionalidad ugandesa que juega como mediocampista en el Sisaket.

## Carrera
Debutó en 2008 jugando para el Brisbane Roar. Luego de no tener mucha continuidad, pasó al North Queensland Fury, donde solo permaneció una temporada. En 2011 arribó al Melbourne Victory y a principios de 2013 firmó con el Wellington Phoenix, representante neozelandés en la A-League. Al término de su contrato con el Phoenix, firmó con el Perth Glory de cara a la temporada 2013/14, aunque en 2014 pasaría al Central Coast Mariners. En 2015 viajó a Sudáfrica para incorporarse al Supersport United, y en 2017 pasó al Sisaket tailandés.

### Clubes
| Club                            | País          | Año             |
| ------------------------------- | ------------- | --------------- |
| Brisbane Roar Football Club     | Australia     | 2008 - 2010     |
| North Queensland Fury           | Australia     | 2010 - 2011     |
| Melbourne Victory Football Club | Australia     | 2011 - 2013     |
| Wellington Phoenix              | Nueva Zelanda | 2013            |
| Perth Glory Football Club       | Australia     | 2013 - 2014     |
| Central Coast Mariners          | Australia     | 2014 - 2015     |
| Supersport United Football Club | Sudáfrica     | 2015 - 2016     |
| Sisaket Football Club           | Tailandia     | 2017 - Presente |

### Selección nacional
Fue convocado para jugar con la selección sub-23 de Australia.